# Sturno
Sturno es uno de los 119 municipios o comunas ("comune" en italiano) de la provincia de Avellino, en la región de Campania. Con cerca de 3.250 habitantes, se extiende por una área de 16 km², teniendo una densidad de población de 204 hab/km². Linda con los municipios de Carife, Castel Baronia, Flumeri, Frigento, y Rocca San Felice.

## Demografía
| Gráfica de evolución demográfica de Sturno entre 1861 y 2001 |
|                                                              |
| Fuente ISTAT - elaboración gráfica de Wikipedia              |

- Datos: Q55121
- Multimedia: Sturno / Q55121

1. ↑  Worldpostalcodes.org, código postal n.º 83055.
2. ↑  «Codici Catastali». Comuni-italiani.it (en italiano). Consultado el 29 de abril de 2017.